# Herbert Stender
Herbert Stender (* 27. Mai 1913 in Bujendorf; † 3. Februar 1978 in Nienhagen) war ein deutscher Politiker der FDP und CDU und Abgeordneter des Niedersächsischen Landtages.

## Leben
Stender legte 1933 in Eutin das Abitur ab und begann danach eine Lehre als Bankkaufmann. Nebenbei war er auch journalistisch tätig. Er war seit dem 1. Mai 1933 Mitglied der NSDAP (Mitgliedsnummer 2.706.575). Er war aktiv als Führer in der Hitlerjugend. Von 1936 bis 1939 besuchte er als sogenannter Ordensjunker die NS-Ordensburg. Die weitere Ausbildung wurde durch den Kriegsausbruch unterbrochen. Stender war von 1939 bis 1945 als Pionieroffizier im Einsatz. Erst 1947 endete für ihn die Zeit der Kriegsgefangenschaft und Internierung. Seine erste Tätigkeit war in der Landwirtschaft, bevor er sich 1949 als Einzelhändler selbstständig machte.
Seit 1953 war er hauptamtlicher Mitarbeiter der FDP, bis 1955 beim Landesverband Schleswig-Holstein und danach bis 1960 als Abteilungsleiter und wehrpolitischer Referent bei der Bundesparteileitung in Bonn. Ab April 1960 war er Hauptgeschäftsführer des FDP-Landesverbandes Niedersachsen. Im April 1969 wurde er fristlos gekündigt und trat aus der FDP aus. Stender trat, zusammen mit zwei weiteren Fraktionskollegen, kurz darauf zur CDU über. Er war Inhaber des Großen Verdienstkreuzes des Verdienstordens der Bundesrepublik Deutschland.

## Politik
Herbert Stender war Mitglied des Niedersächsischen Landtages von der 5. Wahlperiode vom 20. Mai 1963 bis zu seinem Tod während der achten Wahlperiode am 3. Februar 1978. Er war stellvertretender Vorsitzender der FDP-Landtagsfraktion vom 5. Juni 1963 bis zum 5. Juni 1967 und bis zu seinem Tod stellvertretender Vorsitzender der CDU-Landtagsfraktion ab dem 23. Februar 1976.